# Kniv: tankar efter ett mordförsök
Kniv: tankar efter ett mordförsök är en memoarbok från 2024 av Salman Rushdie. Den är översatt av Amanda Svensson.
I samband med en föreläsning i Chautauqua i New York den 12 augusti 2022 överfölls Rushdie av en knivbeväpnad man som högg honom upprepade gånger. Rushdie redogör i boken för överfallet, dess konsekvenser och hur det har påverkat honom som människa och författare.
Boken beskrivs av recensenten Johan Hilton som en "lika lysande som behärskad essä", som ett övertygande argument för att ordet faktiskt är mäktigare än svärdet.

## Utgåva
- Rushdie, Salman (2024). Kniv: tankar efter ett mordförsök. Översättning: Amanda Svensson. Stockholm: Albert Bonniers förlag. Libris zhw2cszwwvqct2f1. ISBN 978-91-0-080419-0